# Autobahndreieck Nordharz
Das  Autobahndreieck Nordharz (Abkürzung: AD Nordharz) befindet sich östlich des Goslarer Stadtteils Vienenburg in Niedersachsen. Es verbindet die Bundesautobahn 36 (Braunschweig – Bernburg (Saale)) mit der Bundesautobahn 369 (Vienenburg – Bad Harzburg).
Von 2001 bis 2018 wurde es als AD Vienenburg geführt und stellte den Endpunkt der Bundesautobahn 395 dar.

## Geografie
Das Autobahndreieck liegt auf dem Stadtgebiet der Stadt Goslar im gleichnamigen Landkreis. Die nächstgelegenen Orte sind das etwa einen Kilometer entfernte Dorf Lochtum, der circa 2,5 Kilometer entfernte Goslarer Stadtteil Vienenburg und die etwa sieben Kilometer südlich gelegene Stadt Bad Harzburg.
In südlicher Richtung gut sichtbar liegt der Harz, dessen Berge ein markantes Landschaftsbild erzeugen.

## Bauform und Ausbauzustand
Alle Verbindungsrampen, außer der von Braunschweig in Richtung Halle, sind mindestens teilweise zweispurig befahrbar. Alle einmündenden Straßen sind vierspurig und autobahnähnlich in Form einer Trompete ausgebaut.

## Geschichte

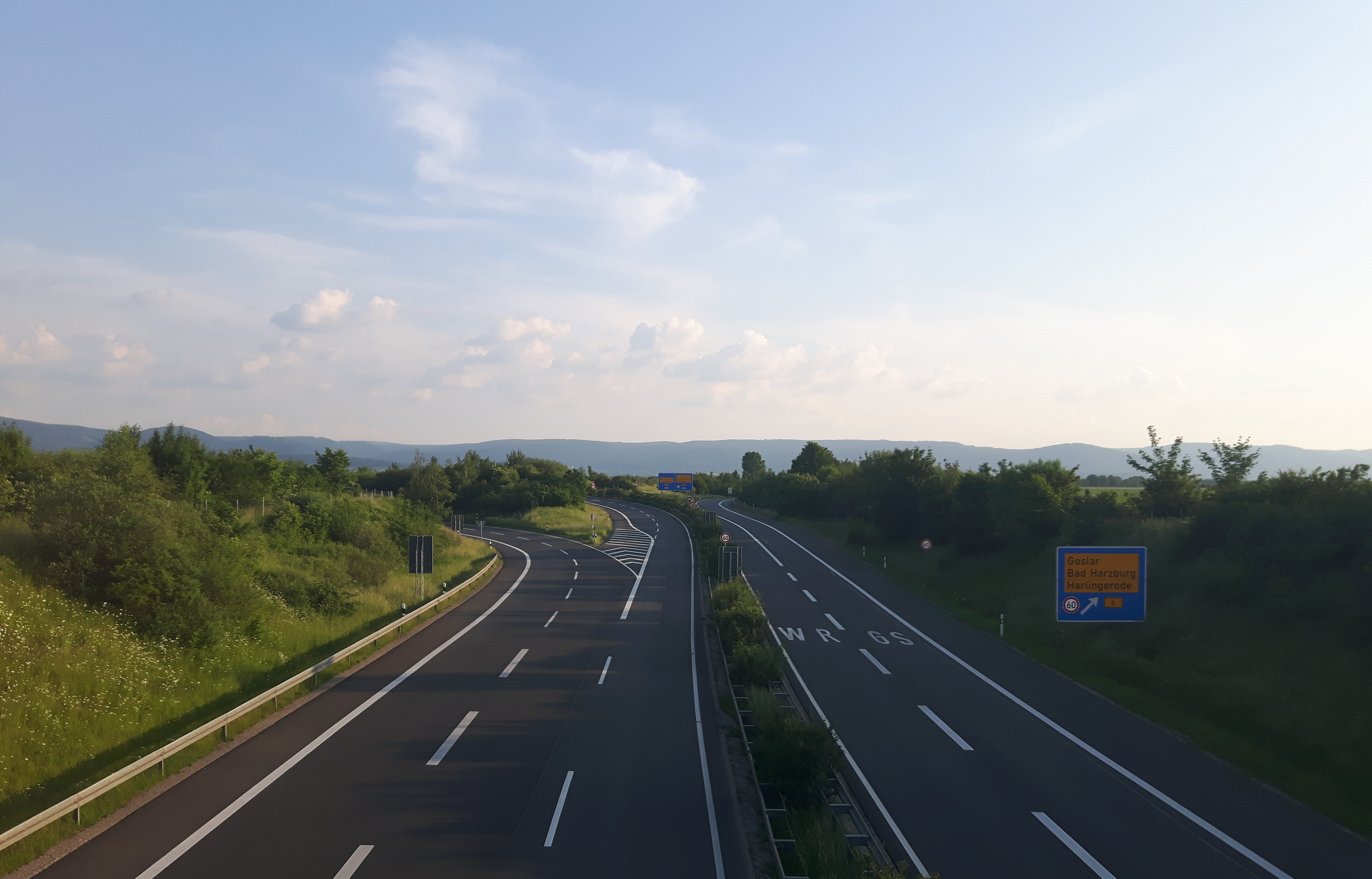
Beschilderung vor der Umstufung (2016)

Ursprünglich befand sich das Ende der BAB 395 innerhalb der Stadt Bad Harzburg. Nach der Wiedervereinigung fand jedoch die Strecke Bad Harzburg – Bernburg als vierstreifige autobahnähnliche B 6n Aufnahme in den Bundesverkehrswegeplan 1992 und wurde ab 1999 realisiert, sodass 2001 der Bau des Autobahndreiecks notwendig wurde. Infolgedessen wurde die BAB 395 zwischen Bad Harzburg und Vienenburg zur Bundesstraße 6 zurückgestuft. Die durchgehend vierspurige Verbindung zur Bundesautobahn 14 wurde 2011 fertiggestellt.
Ursprünglich war nur die westliche Verbindungsrampe von der A 395 zur B6 Richtung Bad Harzburg zweispurig ausgeführt. Dieses wurde mit der Sanierung 2015 geändert.
Im März 2017 wurde angekündigt, die autobahnähnliche Trasse vom Autobahndreieck Vienenburg bis zum Autobahnkreuz Bernburg/Saale zur Bundesautobahn 36 hochzustufen, im Juli des gleichen Jahres wurde die Entscheidung bekannt gegeben, die A 395 in der neuen A 36 aufgehen zu lassen. Des Weiteren wird der in Richtung Bad Harzburg/Goslar führende Abschnitt der B6 bis zum Dreieck Bad Harzburg zur Bundesautobahn 369 aufgestuft.
Zum 1. Januar 2019 wurde diese Entscheidung vollzogen und der östliche Abschnitt der Bundesstraße 6n (Vienenburg – Bernburg) mit der bisherigen BAB 395 zur Bundesautobahn 36 verschmolzen und die B6 bis zum Dreieck Bad Harzburg zur Bundesautobahn 369 aufgestuft. Weiterhin wurde das Autobahndreieck Vienenburg in Autobahndreieck Nordharz umbenannt.

## Verkehrsaufkommen
| Von                     | Nach               | Durchschnittliche tägliche Verkehrsstärke | Anteil Schwerlastverkehr |
| ----------------------- | ------------------ | ----------------------------------------- | ------------------------ |
| AS Lengde (A 36)        | AD Nordharz (A 36) | 18.600                                    | 11,7 %                   |
| AS Abbenrode (A 36)     | AD Nordharz (A 36) | 21.100                                    | 13,9 %                   |
| AS Harlingerode (A 369) | AD Nordharz (A 36) | keine Daten                               | keine Daten              |

## Galerie

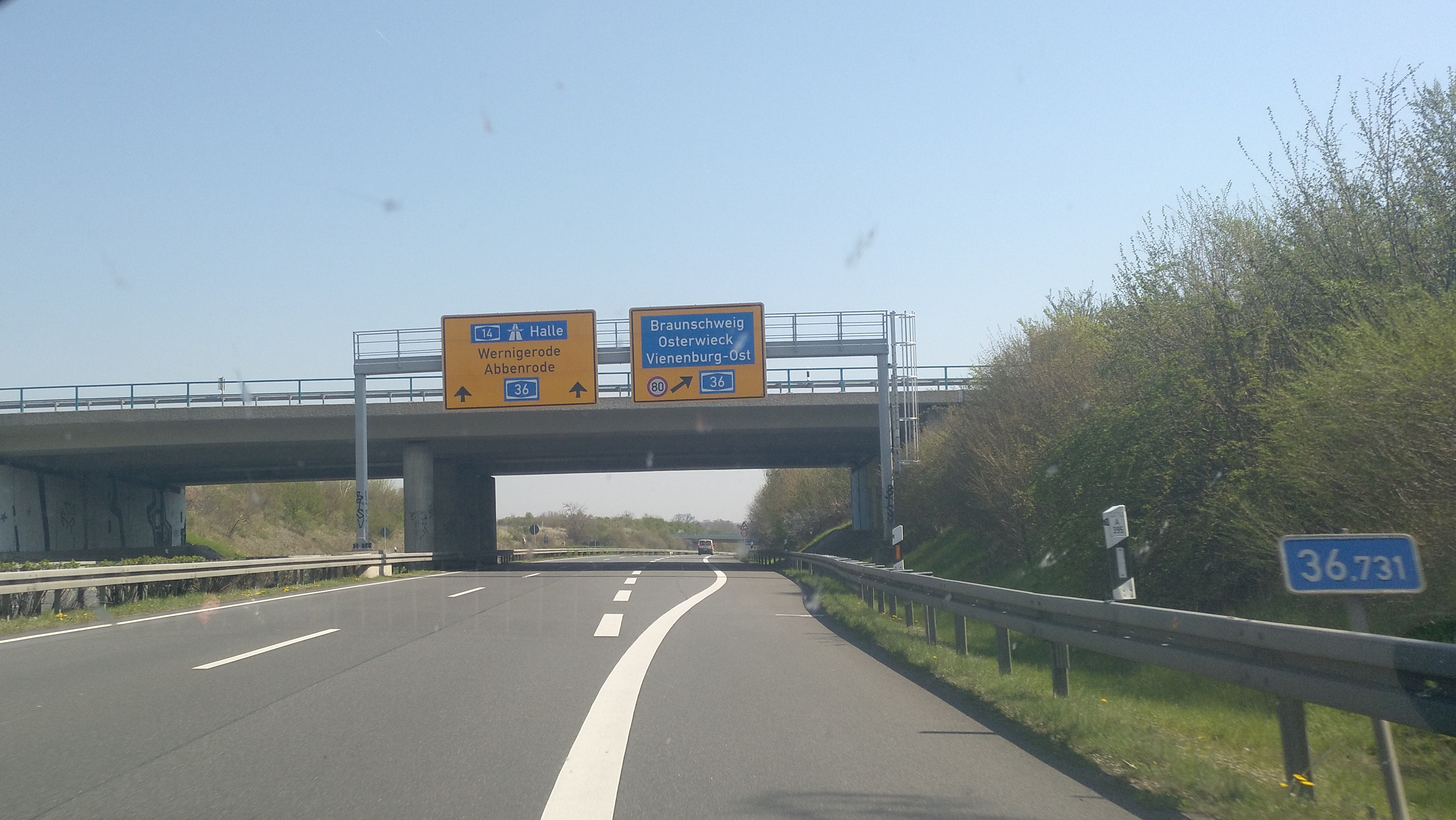
Einfahrt aus der A 369/Bad Harzburg
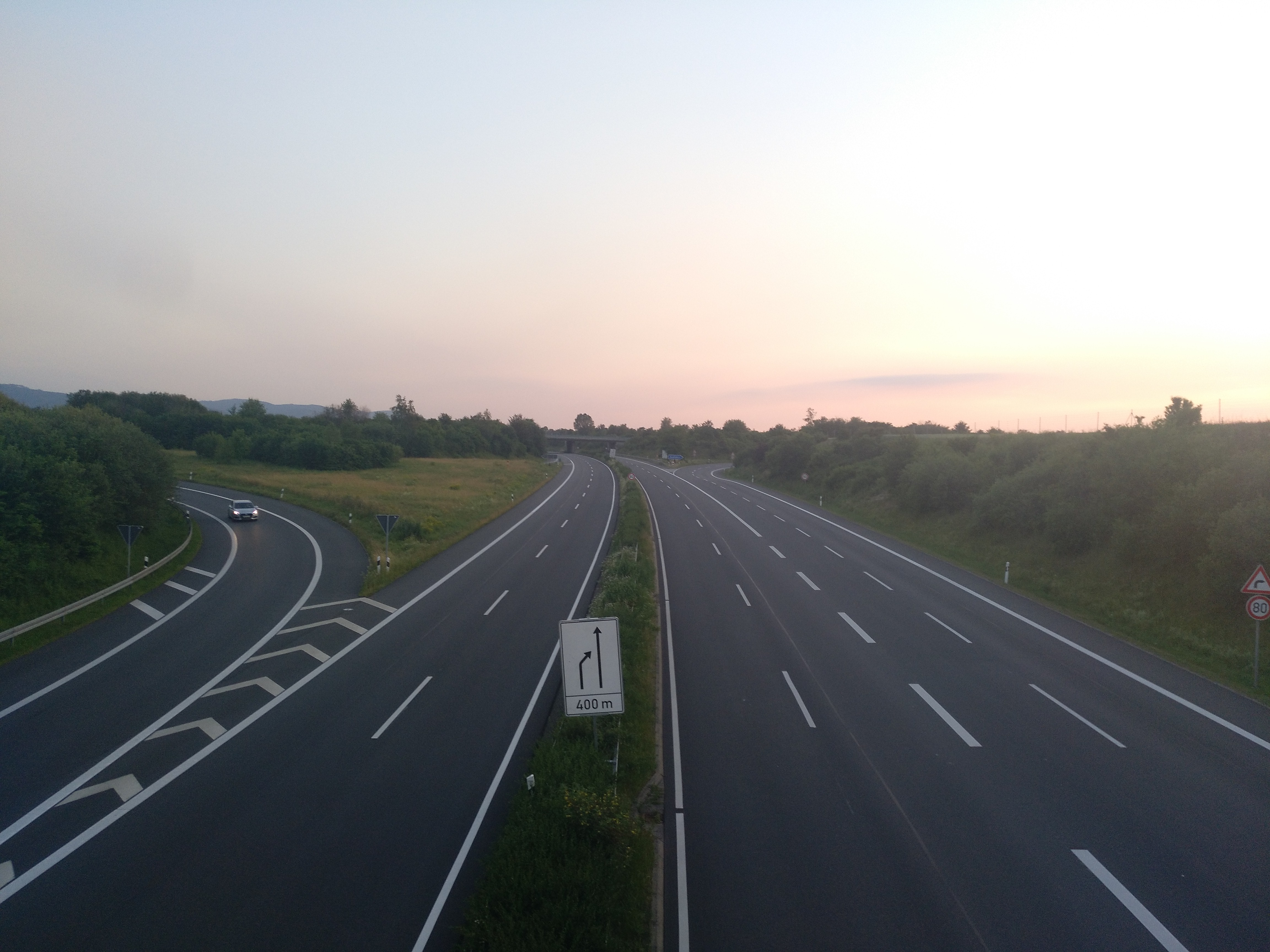
Einfahrt aus der A 36/Halle (Saale)